# Grayson (Kentucky)
Grayson – miasto w Stanach Zjednoczonych, w stanie Kentucky, siedziba administracyjna hrabstwa Carter.